# Parc naturel de Bogovë
 (avril 2020).
Le Parc naturel de Bogovë (albanais : Parku Natyror i Bogovës), est un parc naturel situé dans la municipalité de Skrapar dans le centre de l'Albanie. Il est reconnu comme zone protégée en 1977 et couvre une superficie de 350 hectares.

## Géographie
Le parc naturel de Bogovë se situe dans l'écorégion terrestre des forêts mixtes des montagnes du Pinde faisant partie du biome des forêts, des bois et des broussailles méditerranéennes paléarctiques.

## Flore et faune

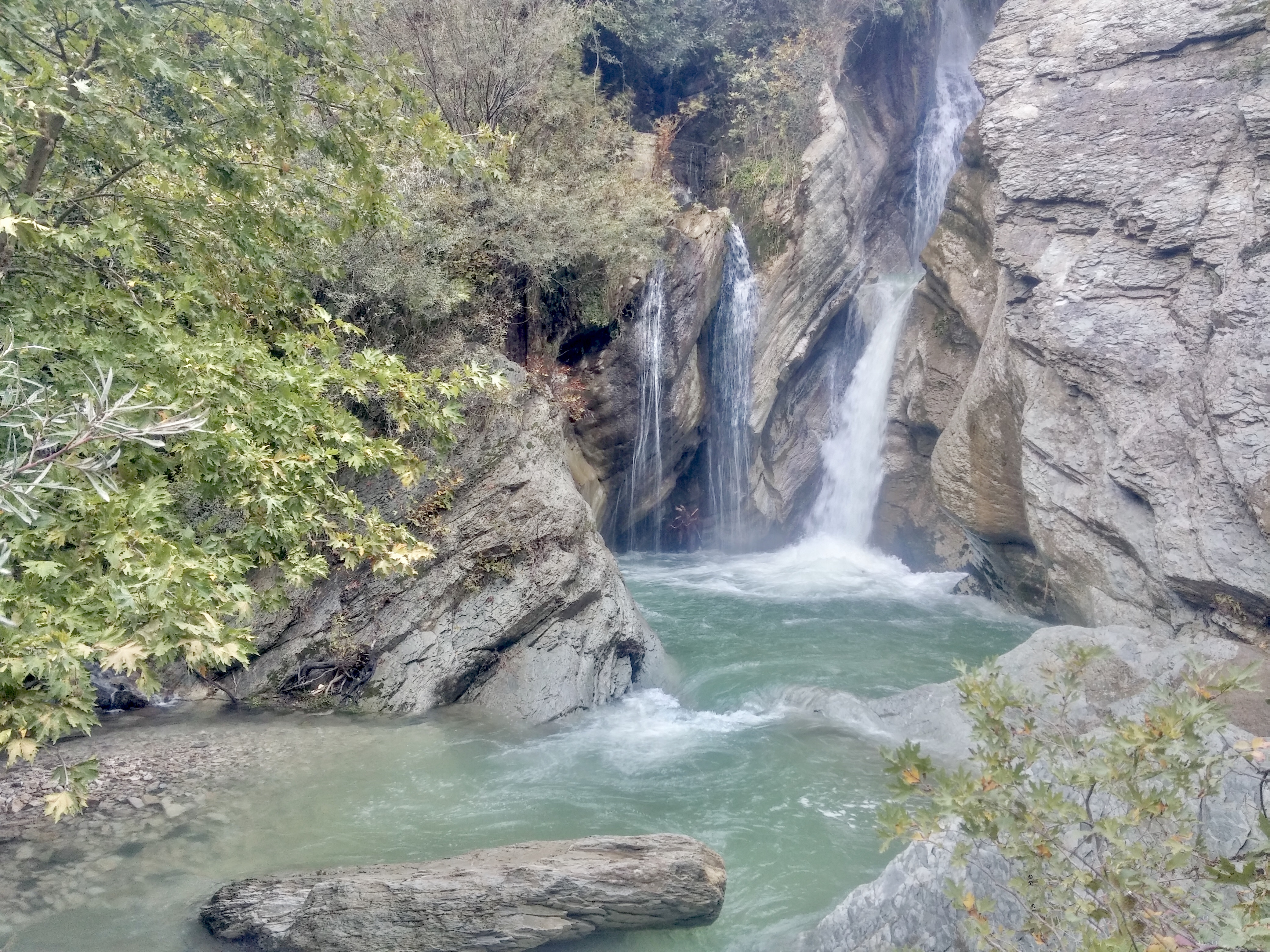
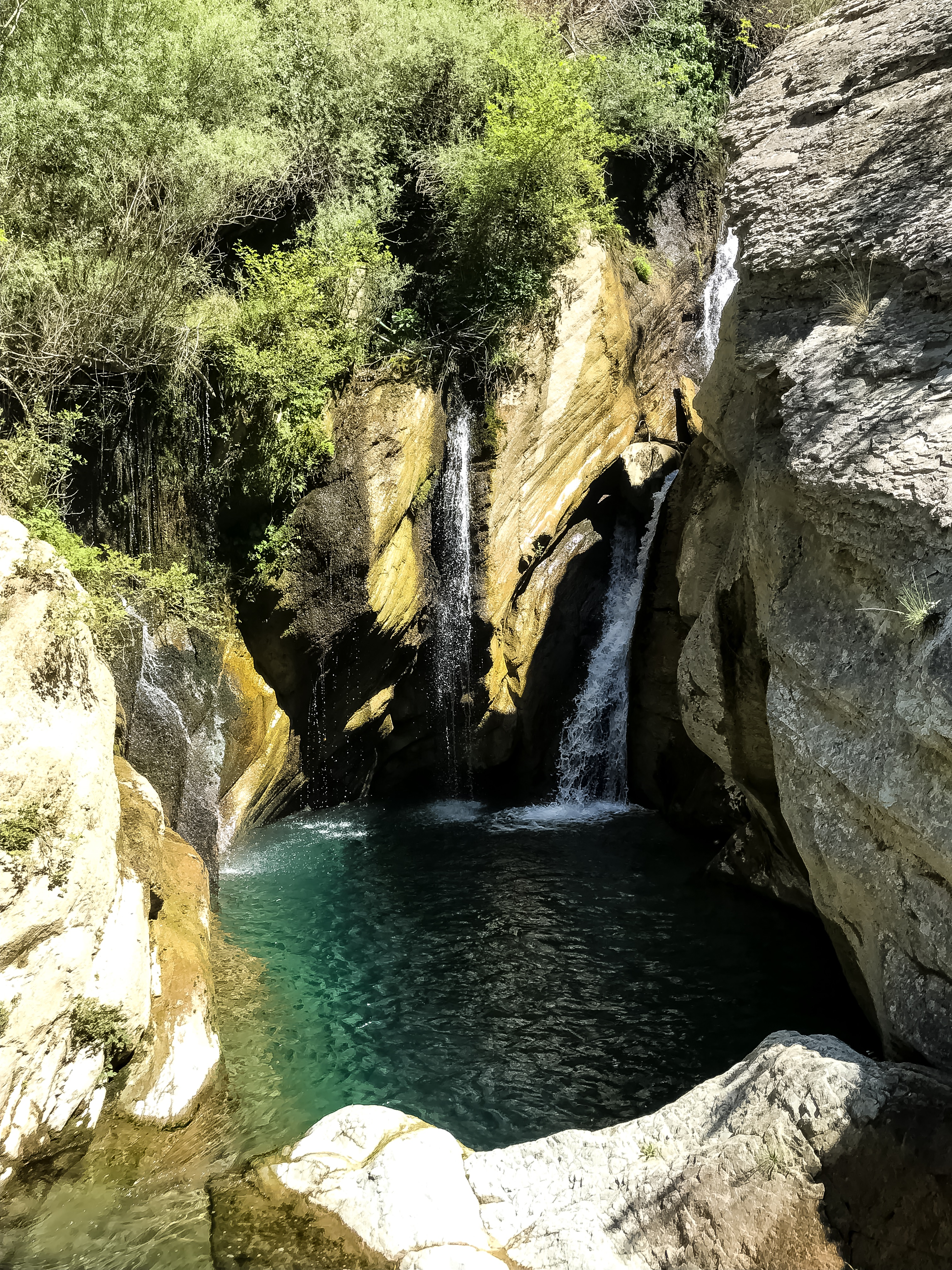